# Raoul Vaneigem
Raoul Vaneigem ou Raul Vaneigem (Lessines, 21 de março de 1934) é um escritor e filósofo belga, um dos principais articuladores do movimento político e artístico conhecido com internacional situacionista durante a década de 1960.
Autor do livro A Arte de Viver Para as Novas Gerações, que trata de forma voraz a nossa existência no capitalismo moderno, abordando a função dos papéis relacionados às profissões, a inversão dos valores e fazendo um apanhado geral sobre os males e as representações a que somos expostos diariamente.
Vaneigem e Guy Debord foram os cabeças do movimento situacionista. Vaneigem expressando de forma não-teórica ou poética e Debord esboçando tópicos e transmitindo as jogadas mercadológicas, como se fosse uma cartilha sobre o sistema capitalista globalizado.
A Arte de Viver Para as Novas Gerações foi publicado em 1967.

### Em Português
- Banalidades de Base. Coimbra: Livraria Almedina, 1972.
- Terrorismo ou Revolução (de Raoul Vaneigan e Ernesto Coeurderoy). Lisboa: Via Editora, 1978.
- A Arte de Viver para a Geração Nova. Porto: Edições Afrontamento, 1980.
- Isidore Ducasse e o Conde de Lautreamont nas Poesias. Lisboa: Antígona, 1980.
- As Heresias. Lisboa: Antígona, 1995.
- Aviso aos Alunos do Básico e do Secundário. Lisboa: Antígona, 1996.
- A Economia Parasitária. Lisboa: Antígona, 1999.
- História Desenvolta do Surrealismo (sob pseudónimo de Jules-François Dupuis). Lisboa: Antígona, 2000.
- Da (In)Humanidade da Religião. Lisboa: Editorial Notícias, 2002.
- Pela abolição da sociedade mercantil por uma sociedade que exalte a vida. Lisboa: Teorema, 2003.
- Declaração universal dos direitos do ser humano: da soberania da vida como superação dos direitos do homem. Lisboa: Antígona, 2003.
- A Arte de Não Crer em Nada e Livro dos Três Impostores. Mem Martins: Europa-América, 2004.
- A Arte de Viver para as Novas Gerações. São Paulo: Editora Veneta, 2017

### Edições originais
- Traité du savoir-vivre à l'usage des jeunes générations, 1967.
- Histoire désinvolte du surréalisme (sob pseudónimo de Jules-François Dupuis), 1977.
- Le livre des plaisirs, 1979.
- L'Ile aux delices, uma novela erótica, 1979.
- Le mouvement du libre-esprit, 1986.
- Adresse aux vivants sur la mort qui les gouverne et l'opportunité de s'en défaire, 1990.
- Lettre de Staline à ses enfants enfin réconciliés de l'Est et de l'Ouest, 1992.
- La résistance au christianisme. Les hérésies des origines au XVIIIe siècle, 1993.
- Les hérésies, 1994.
- Avertissement aux écoliers et lycéens, 1995.
- Nous qui désirons sans fin, 1996.
- La Paresse, 1996.
- Notes sans portée, 1997.
- Dictionnaire de citations pour servir au divertissement et à l'intelligence du temps, 1998.
- Déclaration des droits de l'être humain. De la souveraineté de la vie comme dépassement des droits de le l'homme, 2001.
- Pour une internationale du genre humain, 2001.
- Salut à Rabelais! Une lecture au présent, 2003.
- Rien n'est sacré, tout peut se dire, 2003.
- Le Chevalier, la Dame, le Diable et la Mort, 2003.
- Modestes propositions aux grévistes, 2004.
- Voyage à Oarystis, 2005.
- Journal imaginaire, 2005.
- 'Eloge de la paresse affinée', in La volonté de paresse, 2006.
- Pour une internationale du genre humain, 2006.
- Entre le deuil du monde et la joie de vivre, 2008.
- Ni pardon ni talion, 2009.
- De l’amour, 2010.
- L’État n’est plus rien, soyons tout, 2010.
- Lettre à mes enfants et aux enfants du monde à venir, 2012.
- Les Cueilleurs de mots, 2012.
- Rien n'est fini, tout commence (entrevista de Gérard Berréby), 2014.
- Contribution à l'émergence de territoires libérés de l'emprise étatique et marchande, 2018.